# 对话与反诘
《对话与反诘》是高行健1992年的一部戏剧作品，应法国圣纳泽尔市外国剧作家之家的邀请而创作。剧中描绘男人和女子之间的问答，借用了禅宗公案问答的形式，男人的对白以第一、二人称，女子的对白以第一、三人称进行。在舞台后设定了一个作哑剧的和尚。1993年发表于《今天》杂志第2期。1994年由安妮·居安译成法语，并在圣爱尔布兰剧作家之家举办了朗诵会。1995年在巴黎莫里哀剧院演出，迈克尔·朗斯代尔主演。同年，该作被收入台湾帝教出版社的高行健戏剧六种。1999年，由方梓勳翻译的英文版初版，同年由作者导演在波尔多的莫里哀剧院上演。2001年在阿维农戏剧节上再度上演，同年出版了由马悦然翻译的瑞典文版本。

## 剧情
年轻女子和中年男人出现在舞台上。他们萍水相逢，刚刚做完爱。女子想走，男人拦住了她，问她过去的故事。女子说以前在印度靠近西藏的地方，她被一个自称卖大麻的男人领回了家，因为喝了掺药的饮料而躺了一星期。她说她当时不一定是被强奸，而可能也有些愿意。女子以前也有一个朋友，可现在却一个人满世界旅行。男人告诉女子，他是一个作家，并说她可以在他这住下，他过去也有时这么干。他说自己常看政治，但谈不上研究，而是看他们如何撒谎、博弈，免得被骗。男人和女子互相防备，谈话进入僵局。他让她分别扮出鸟、和鱼的姿势，女子先是说他把自己当玩物，感到恶心。可是又突然来了兴致，让男人跳舞、扮米开朗琪罗的大卫像、围着她跑、跳。他追逐女子，扑倒了她，女子说自己14岁的时候就被体操教练强奸了。今天则是自己26岁的生日。她先说有点喜欢男人，可后来又说从第一眼见他就知道他很脏。她提议玩一次死亡的游戏，割下了男人的头颅。而无头的男人也割下了她的头颅，一物还一物。
门后传来铃声，男人和女子于是永远厮守在一起了。男人说既然二人都死了，就没有什么怕的了，女子却觉得恐惧。她想听男人的声音，他却什么也说不出来了，但她却分明听见他在说。男人说他说的只是自己，而没有对她说。女子跑开，说总算见到一个能拯救她的人，却看不清他。她不知道自己是否也是影子，不知道自己是谁。男人和女子最终认识到，门后其实什么也没有，没有记忆、幻想和梦。男人说既然没有出路，也就不必寻找。最后，他们不断重复着同一短语——一条裂痕……

## 分析
赵毅衡认为，本剧是高行健“最悲剧、最凄惨的剧，却也是最深刻、最精彩的剧”，全剧带有南禅宗的色彩。它分为两场，写男女二人对话，而一个和尚在后台作哑剧。对话中插入独白，对话用第一人称、句子很短，独白以第三人称、第二人称指代自己，句式复杂。二人开始争吵时，和尚坐于台边面对观众；他们讨论情爱，和尚试图将鸡蛋放在棍子上；二人不耐烦后，和尚打碎鸡蛋立于棍上；二人互相砍头后，和尚的棍子钉在了地上。男女死后，他们越来越趋向疯癫，而和尚此时也打扫清洁。男人最后说，“就是不是是——冬天弄茶壶还是茶壶弄冬天？还是不是冬天弄茶壶还是茶壶弄冬天？还是不是是不是冬天弄茶壶就是茶壶弄冬天……”语言的意义逐步瓦解。最后二人重复念读30遍“一条裂痕”，全剧结束。在生与死的剧场中，男人和女子只有肉体连接而无精神交流，反而陷入暴力。死后两个鬼魂的梦中，没有那么对抗，但也消解了意义。到只有等到意义瓦解，才能得到超越语言的“顿悟”。与《彼岸》从无语到有语相反，本剧中语言才是苦恼的根源，造成猜疑、偏见，无语才是理解的唯一途径。
本剧在维也纳演出后，奥地利《标准报》刊出报道，标题为“荒诞剧场中的禅”，视本剧为两种历史、文化背景迥异的实体的结合。男人和女子的沟通困难是本剧的主题之一，他们的失败最终使自己重回孤独。在他们接近末尾的对白中，既不说给对方，也不回答对方，充满悖论而意义缺失。最后女子说“可是她竟然说了，说了这不能说的，可是她还是说了，这明明不能说的她又为什么还要说呢？本不该说不可以说她偏偏说了，这便是她的不幸，她的灾难，她的罪过。”柯斯仁认为，这其实暗示了交流困难只是表面问题，每个人自身才是悖论的真正来源。禅宗公案一方面建构对话，另一方面这种建构又是虚无的。
沈秀贞认为，剧中角色所用的刀是一种象征，禅意中，“用刀分割”象征理智——即对日常世俗话语各层次的分拆理解，而尸体则比喻无法顿悟、不追随真正的禅的人。本剧中，作家既是禅师，也是提问者，上半场中，和尚所敲的木鱼也就暗示着头颅，男女互相劈开对方的头，也就是去除了理性思维。下半场中，男女进入了禅体验，女子以“她”自指，说道：“她要是自觉无罪呢，又还有什么可怕？她怕只因为她自觉有罪，她自觉有罪只因为她怕，她要不怕便不再是她——（停顿）这较之寂灭还更可怕……一条虫，作茧自缚”，先行开悟。而男人也看见自己走入了黑暗通道，“你并不明白讲的什么，你讲仅仅因为你要讲……你摆脱不了言语的缠绕，恰如一只蜘蛛”，可是却并无出路。两人的假对话是顿悟前的敲门砖，心理之门打开了，新的景象就出现了。他最终跟着女子一起念“裂缝”，这是禅宗的言辞技巧——“鹦鹉学舌”。作者以荒诞混乱的语言，来促成“无念”的觉悟。